# Eooxylides javanicus
Eooxylides javanicus är en fjärilsart som beskrevs av Hans Fruhstorfer 1904. Eooxylides javanicus ingår i släktet Eooxylides och familjen juvelvingar. Inga underarter finns listade i Catalogue of Life.